# ロバート2世 (スコットランド王)
ロバート2世（Robert II, 1316年3月2日 - 1390年4月19日）は、スコットランド王（在位：1371年 - 1390年）。ステュアート朝の初代国王。第6代スコットランド執事長のウォルター・ステュアートとロバート1世の娘マージョリー・ブルースの子。

## 生涯
家名のステュワート（Stewart）は1150年、初代のウォルター・フィッツアランが、デイヴィッド1世よりスコットランド王室執事長（Lord High Steward）に任命され、これを代々世襲してその職名の執事（Steward）から名乗ったものである。後に、メアリー女王がフランス好みから、綴りをステュアート（Stuart）に変えた。
母マージョリーは1316年、ロバートの出生後まもなく死去した。父ウォルターも1326年に死去し、ロバートはわずか10歳でスコットランド執事長の地位を継承した。
1318年、スコットランド議会は、ロバート1世が世継ぎの男子なしで崩御した場合には、マージョリーの息子に王位が与えられると定めたが、1324年に息子デイヴィッドが生まれ、1329年にデイヴィッド2世として王位に就いた。しかし、1371年にデイヴィッド2世は子のないまま崩御し、デイヴィッド2世のフランス亡命中に、摂政として実質的にスコットランド国内を統治していたロバート2世が新たに王位に就き、ステュアート朝を開いた。
即位時、すでに54歳であったロバートは健康状態が非常に悪く、ほとんど盲目であり、「Old Blearie」（霞み目爺さん）とさえ呼ばれていた。在位中、先王デイヴィッド2世のイングランドへの身代金の支払いや、ダグラス家とパーシー家の抗争などの大きな問題を抱えていたが、老齢のロバートはほとんど業績を残せず、その息子たちが実権を握った。

## 子女
1347年11月22日、サー・アダム・ミュアの娘エリザベス・ミュアと結婚した。
- ジョン（1337年 - 1406年） - スコットランド王ロバート3世
- ウォルター（1338年頃 - 1362年） - ファイフ伯、10代ファイフ伯ダンカンの娘エリザベスと結婚。
- ロバート（1340年 - 1420年） - オールバニ公
- アレグザンダー（1342/3年 - 1406年） - バカン伯、「バドノッホの狼」とよばれた
- マーガレット - イール卿ジョン・マクドナルドと結婚
- マージョリー - マリ伯ジョン・ダンバーと結婚
- エリザベス - 第7代エロル卿トマス・ヘイと結婚
- ジーン - サー・ジョン・キース、次いでサー・ジョン・ライアン、次いでサー・ジェームズ・サンディランズと結婚した。2度目の結婚を通して、イギリス王太后エリザベスの先祖の一人である。
- イザベル - 第2代ダグラス伯ジェームズ、次いでサー・ジョン・エドモンドストンと結婚

1355年5月2日、ロス伯ヒューの娘ユーフィミア・ドゥ・ロス（第3代マリ伯ジョン・ランダルフ未亡人）と結婚し、2男2女を儲けた。
- デイヴィッド（1356年 - 1389年以前） - ストラサーン伯、ケイスネス伯
- ウォルター（1360年頃 - 1437年） - アサル伯。ジェームズ1世の暗殺に関与したとして処刑される。
- エリザベス - 初代クロフォード伯デイヴィッド・リンジーと結婚
- エギディア - ニスデール卿サー・ウィリアム・ダグラスと結婚

以下の庶子がいた。
- サー・ジョン - ビュート侯家（ステュアート・オブ・ビュート家）祖
- トマス・ステュアート - セント・アンドルーズ司教

## 引用
1. ↑  Robert II king of Scotland Encyclopædia Britannica
2. 1 2  森、p. 150
3. ↑  トランター、p. 157
4. ↑  森、p. 151
5. ↑  森、p. 153